# Daniił Laszuk
Danііł Oleksandrowicz Laszuk (ukr. Данііл Олександрович Ляшук), ps. Mudżahedin, Deni Vendetti (ur. 1 listopada 1995 w Brześciu, zm. 1 kwietnia 2023 na terenie rejonu bachmuckiego na Ukrainie) – ukraiński wojskowy, uczestnik wojny rosyjsko-ukraińskiej (2015, 2022–2023), członek batalionu „Tornado”. Podczas służby w batalionie dopuszczał się licznych przestępstw, za co został skazany na 10 lat więzienia. Od 2022 do chwili śmierci założyciel i dowódca grupy bojowej „Vendetta” działającej w ramach Sił Zbrojnych Ukrainy.

## Życiorys
9 września 2015 został zatrzymany w ramach prowadzonego szerszego śledztwa przeciwko członkom batalionu Tornado. Został oskarżony o szereg poważnych przestępstw, w tym tortury i gwałty na porwanych osobach. Według ustaleń śledczych, między 13 marca a 2 kwietnia 2015 brał udział w porwaniu i torturowaniu 10 osób. Przed aresztowaniem ukrywał się przez około dwa miesiące. Nie przyznał się do zarzucanych mu czynów, a w jednym z wywiadów podkreślił, że nie ma wiedzy o przestępczej działalności Rusłana Onyszczenki, byłego dowódcy batalionu, ani tym bardziej o jego ewentualnych dochodach z przemytu. 
W 2017 został skazany na 10 lat więzienia. Wyrok został utrzymany w mocy przez apelację i Sąd Najwyższy.
W czerwcu 2021 został zwolniony na mocy prawa, które dzień w areszcie tymczasowym liczyło jako dwa w niewoli.
Wraz z początkiem agresji Rosji na Ukrainę, wrócił na front gdzie został ranny. Zginął 1 kwietnia 2023 w walkach pod Bachmutem w obwodzie donieckim. 